# Сетон (Орн)
Сетон (фр. Ceton) — коммуна на северо-западе Франции, находится в регионе Нормандия, департамент Орн, округ Мортань-о-Перш, центр одноименного кантона. Коммуна расположена в 67 км к юго-востоку от Алансона и в 55 к западу от Ле-Мана, в 15 км от автомагистрали А11 «Океан», в южной части природного парка Перш.
Население (2018) — 1 778 человек. 

## Достопримечательности
- Церковь Святого Петра в узах (Saint-Pierre-ès-Liens) XI века
- Шато де Бове
- Особняк дю Мон-Гато

## Экономика
Уровень безработицы (2018) — 11,7 % (Франция в целом —  13,4 %, департамент Орн — 10,4 %). 

Среднегодовой доход на 1 человека, евро (2018) — 20 350 (Франция в целом — 21 730, департамент Орн — 20 140).

## Демография
Динамика численности населения, чел.

## Администрация
Пост мэра Сетона с 2014 года занимает Патрик Грегори (Patrick Gregori). На муниципальных выборах 2020 года возглавляемый им список победил в 1-м туре, получив 60,44 % голосов.
| Период | Период | Фамилия        | Партия | Примечания           |
| ------ | ------ | -------------- | ------ | -------------------- |
| 2001   | 2014   | Клод Барбье    |        | инженер компании EDF |
| 2014   |        | Патрик Грегори |        | преподаватель дзюдо  |

## Города-побратимы
- Неккарвестхайм, Германия